# Суверенітет і прогрес
Сувереніте́т і прогре́с (кат. Sobirania i Progés) — політичний рух у каталанських країнах, заснований 4 жовтня 2006 року. 
Цей рух об'єднує прихильників самоврядування Каталонії та інших каталанських країн, значна кількість членів цього руху підтримують проведення референдуму з питання про незалежність Каталонії. 

## Організатори
- Жуел Жуан (кат. Joel Joan) — актор і режисер
- Алізенда Палузія (кат. Elisenda Paluzie) — викладач економіки в Університеті Барселони
- Анна Пучбер (кат. Anna Puigvert) — лікар
- Уріол Жункерас (кат. Oriol Junqueras) — історик
- Ектур Лопес Буфіль (кат. Hèctor López Bofill) — викладач конституційного права в Університеті Помпеу Фабри
- Марія Марсе Рока (кат. Maria Mercè Roca) — письменник і депутат парламенту Каталонії
- Рамон Карранса (кат. Ramon Carranza) — бізесмен
- Мікел Струбель (кат. Miquel Strubell) — викладач мовного планування в Відкритому університеті Каталонії
- Шаб'є Біньялс (кат. Xavier Vinyals)
- Ізабел Палярес (кат. Isabel Pallarès) — секретар профспілки «Intersindical-CSC»
- Жуан Коста (кат. Joan Costa) — викладач економіки в Університеті Барселони, дослідник Лондонської школи економіки
- Антоні Абад (кат. Antoni Abad) — юрист